# Nowa Huta Cisowska (gromada)
Nowa Huta Cisowska (do 31 XII 1969 Cisów) – dawna gromada, czyli najmniejsza jednostka podziału terytorialnego Polskiej Rzeczypospolitej Ludowej w latach 1954–1972.
Gromady, z gromadzkimi radami narodowymi (GRN) jako organami władzy najniższego stopnia na wsi, funkcjonowały od reformy reorganizującej administrację wiejską przeprowadzonej jesienią 1954 do momentu ich zniesienia z dniem 1 stycznia 1973, tym samym wypierając organizację gminną w latach 1954–1972.
Gromada Nowa Huta Cisowska z siedzibą GRN w Nowej Hucie Cisowskiej powstała 1 stycznia 1970 w powiecie kieleckim w woj. kieleckim w związku z przeniesieniem siedziby GRN gromady Cisów z Cisowa do Nowej Huty Cisowskiej i przemianowaniem jednostki na gromada Nowa Huta Cisowska.
Gromada przetrwała do końca 1972 roku, czyli do kolejnej reformy gminnej.